# イズマエル・ゴンサウヴェス
イズマエル・ルチ・タヴァレス・クルス・ダ・シルヴァ・ゴンサルヴェス（Esmaël Ruti Tavares Cruz da Silva Gonçalves、1991年6月25日 - ）は、ギニアビサウ・ビサウ出身の同国代表サッカー選手。ポジションはフォワード（センターフォワード、ウインガー）。

## 経歴

### クラブ
ギニアビサウの首都ビサウに生まれ、3歳のときに家族でポルトガルに移住する。ボアヴィスタの下部組織で3年間過ごし、ニースのアカデミーで2年過ごし、2010-11シーズンはフランス5部で戦うリザーブチームに昇格した。2011年1月にトップチームに昇格し、ボルドー戦に途中出場でデビューを果たした。
2011年6月30日、イズマはニースと3年契約を結ぶ。
2012年8月3日、リオ・アヴェに移籍しポルトガルに帰国。
2013年1月22日、スコットランドのセント・ミレンにシーズン終了まで期限付き移籍。
2013年6月3日、キプロスのAPOELにシーズンローンで加入。12月31日、双方の合意に基づきローン契約を解消。2014年1月14日、1年ローンでギリシャのヴェリアに加入。その後、キプロスのアノルトシス・ファマグスタを経て、2017年1月にスコットランドのハート・オブ・ミドロシアンに移籍。ハーツでは42試合に出場して15ゴールを記録した。
2018年1月、ウズベキスタンのパフタコール・タシュケントに移籍。
2019年1月26日、18ヶ月契約でイランのエステグラルに移籍。6月1日、双方の合意に基づき契約解消。
2019年9月9日、日本の松本山雅FCに加入。
2020年10月1日、松本山雅FCとの契約を双方合意のもとで解除、退団した。

### 代表
ポルトガル国籍を取得していたのでU-17ポルトガル代表でプレーしていたが、A代表は出生地のギニアビサウを選択。

## 個人成績
| 国内大会個人成績 | 国内大会個人成績 | 国内大会個人成績 | 国内大会個人成績 | 国内大会個人成績 | 国内大会個人成績 | 国内大会個人成績 | 国内大会個人成績 | 国内大会個人成績 | 国内大会個人成績 | 国内大会個人成績 | 国内大会個人成績 |
| 年度             | クラブ           | 背番号           | リーグ           | リーグ戦         | リーグ戦         | リーグ杯         | リーグ杯         | オープン杯       | オープン杯       | 期間通算         | 期間通算         |
| 年度             | クラブ           | 背番号           | リーグ           | 出場             | 得点             | 出場             | 得点             | 出場             | 得点             | 出場             | 得点             |
| 日本             | 日本             | 日本             | 日本             | リーグ戦         | リーグ戦         | リーグ杯         | リーグ杯         | 天皇杯           | 天皇杯           | 期間通算         | 期間通算         |
| ---------------- | ---------------- | ---------------- | ---------------- | ---------------- | ---------------- | ---------------- | ---------------- | ---------------- | ---------------- | ---------------- | ---------------- |
| 2019             | 松本             | 45               | J1               | 3                | 0                | -                | -                | -                | -                | 3                | 0                |
| 2020             | 松本             | 7                | J2               | 6                | 0                | 0                | 0                | -                | -                | 6                | 0                |
| 通算             | 日本             | 日本             | J1               | 3                | 0                | -                | -                | -                | -                | 3                | 0                |
| 通算             | 日本             | 日本             | J2               | 6                | 0                | 0                | 0                | -                | -                | 6                | 0                |
| 総通算           | 総通算           | 総通算           | 総通算           | 9                | 0                | 0                | 0                | -                | -                | 9                | 0                |

## 代表歴

### 試合数
- 国際Aマッチ 1試合 0得点（2018年）[3]

| ギニアビサウ代表 | 国際Aマッチ | 国際Aマッチ |
| 年               | 出場        | 得点        |
| ---------------- | ----------- | ----------- |
| 2018             | 1           | 0           |
| 通算             | 1           | 0           |